# Elatostema tetratepalum
Elatostema tetratepalum là loài thực vật có hoa trong họ Tầm ma. Loài này được W.T.Wang mô tả khoa học đầu tiên năm 1982.